# ديك ليندر
ديك ليندر (بالإنجليزية: Dick Linder) هو مهندس أمريكي، ولد في 6 أبريل 1923 في بيتسبرغ في الولايات المتحدة، وتوفي في 19 أبريل 1959 في ترنتون في الولايات المتحدة.